# Stanley-Cup-Playoffs 2016
Die Playoffs um den Stanley Cup des Jahres 2016 begannen am 13. April 2016 und endeten am 12. Juni 2016 mit dem 4:2-Erfolg der Pittsburgh Penguins über die San Jose Sharks. Die Penguins, die in Sidney Crosby den wertvollsten Spieler der Playoffs stellten, errangen den vierten Stanley Cup der Franchise-Geschichte und den ersten seit 2009. Die unterlegenen San Jose Sharks standen erstmals in einem Stanley-Cup-Finale und hatten in Logan Couture den besten Scorer der Endrunde in ihren Reihen.
Zum ersten Mal seit 46 Jahren gelang es keiner kanadischen Mannschaft, die Playoffs zu erreichen. Zuletzt geschah dies in der Saison NHL 1969/70, als die Liga noch aus zwölf Teams bestand und mit den Canadiens de Montréal und den Toronto Maple Leafs die einzigen beiden kanadischen Vertreter in der regulären Saison scheiterten. In diesem Zusammenhang qualifizierten sich die Edmonton Oilers zum zehnten Mal in Folge nicht für die post-season und stellten somit den NHL-Negativrekord der Florida Panthers (2001–2011) ein. Im Gegensatz dazu bauten die Detroit Red Wings ihre Serie an aufeinander folgenden Playoff-Teilnahmen auf 25 aus. Außerdem erreichten zum vierten Mal in sechs Jahren alle drei kalifornischen Teams die Playoffs.
Bereits in der ersten Runde scheiterten mit den Chicago Blackhawks und den Los Angeles Kings die Stanley-Cup-Sieger der letzten fünf Jahre. Ferner haben von den acht Mannschaften der zweiten Runde nur die Pittsburgh Penguins in den letzten 10 Jahren einen Stanley Cup gewinnen können (2009). Zudem war zum ersten Mal seit 2006 kein Team der Original Six in der zweiten Runde vertreten. Außerdem schied zum ersten Mal seit den Playoffs 2002 kein Team durch einen Sweep (0:4-Niederlage) aus.

## Modus
Nachdem sich aus jeder Division die drei punktbesten Teams sowie die zwei Wild-Card-Teams der jeweiligen Conference qualifiziert haben, starten die im K.-o.-System ausgetragenen Playoffs. Die Divisionssieger treffen dabei in der ersten Runde auf die Wild-Card-Teams der jeweiligen Conference, wobei der Divisionssieger mit den meisten Punkten auf das schlechtere der beiden Wild-Card-Teams trifft. Die übrigen Paarungen des Conference-Viertelfinals werden divisionsintern unter den Zweit- und Drittplatzierten Teams ausgetragen.
Jede Conference spielt in der Folge im Conference-Viertelfinale, Conference-Halbfinale und im Conference-Finale ihren Sieger aus, der dann im Finale um den Stanley Cup antritt. Alle Serien jeder Runde werden im Best-of-Seven-Modus ausgespielt, das heißt, dass ein Team vier Siege zum Erreichen der nächsten Runde benötigt. Das höher gesetzte Team hat dabei in den ersten beiden Spielen Heimrecht, die nächsten beiden das gegnerische Team. Sollte bis dahin kein Sieger aus der Runde hervorgegangen sein, wechselt das Heimrecht von Spiel zu Spiel. So hat die höhergesetzte Mannschaft in den Spielen 1, 2, 5 und 7, also vier der maximal sieben Spiele, einen Heimvorteil. Der Sieger der Eastern Conference wird mit der Prince of Wales Trophy ausgezeichnet und der Sieger der Western Conference mit der Clarence S. Campbell Bowl.
Bei Spielen, die nach der regulären Spielzeit von 60 Minuten unentschieden bleiben, folgt die Overtime, die im Gegensatz zur regulären Saison mit fünf Feldspielern gespielt wird. Zudem endet sie durch das erste Tor (Sudden Death) und nicht, wie in der regulären Saison üblich, mit einem Shootout.

## Qualifizierte Teams
| Atlantic Division - A1: Florida Panthers - A2: Tampa Bay Lightning - A3: Detroit Red Wings Metropolitan Division - M1: Washington Capitals - M2: Pittsburgh Penguins - M3: New York Rangers Wild Cards - EWC1: New York Islanders - EWC2: Philadelphia Flyers | Central Division - C1: Dallas Stars - C2: St. Louis Blues - C3: Chicago Blackhawks Pacific Division - P1: Anaheim Ducks - P2: Los Angeles Kings - P3: San Jose Sharks Wild Cards - WWC1: Nashville Predators - WWC2: Minnesota Wild |

## Playoff-Baum
|  | Conference-Viertelfinale | Conference-Viertelfinale | Conference-Viertelfinale |      |                     | Conference-Halbfinale | Conference-Halbfinale | Conference-Halbfinale |  |  | Conference-Finale | Conference-Finale | Conference-Finale |  |  | Stanley-Cup-Finale | Stanley-Cup-Finale | Stanley-Cup-Finale |
|  |                          |                          |                          |      |                     |                       |                       |                       |  |  |                   |                   |                   |  |  |                    |                    |                    |
|  | A1                       | Florida Panthers         | 2                        |      |                     |                       |                       |                       |  |  |                   |                   |                   |  |  |                    |                    |                    |
|  | EWC1                     | New York Islanders       | 4                        |      |                     |                       |                       |                       |  |  |                   |                   |                   |  |  |                    |                    |                    |
|  | EWC1                     | New York Islanders       | 4                        | EWC1 | New York Islanders  | 1                     |                       |                       |  |  |                   |                   |                   |  |  |                    |                    |                    |
|  |                          |                          |                          | EWC1 | New York Islanders  | 1                     | Eastern Conference    |                       |  |  |                   |                   |                   |  |  |                    |                    |                    |
|  |                          | A2                       | Tampa Bay Lightning      | 4    |                     |                       |                       |                       |  |  |                   |                   |                   |  |  |                    |                    |                    |
|  | A2                       | A2                       | Tampa Bay Lightning      | 4    | Tampa Bay Lightning | 4                     |                       |                       |  |  |                   |                   |                   |  |  |                    |                    |                    |
|  | A2                       |                          |                          |      | Tampa Bay Lightning | 4                     |                       |                       |  |  |                   |                   |                   |  |  |                    |                    |                    |
|  | A3                       | Detroit Red Wings        | 1                        |      |                     |                       |                       |                       |  |  |                   |                   |                   |  |  |                    |                    |                    |
|  | A3                       | Detroit Red Wings        | 1                        | A2   | Tampa Bay Lightning | 3                     |                       |                       |  |  |                   |                   |                   |  |  |                    |                    |                    |
|  |                          |                          |                          |      |                     |                       |                       |                       |  |  |                   |                   |                   |  |  |                    |                    |                    |
|  |                          | M2                       | Pittsburgh Penguins      | 4    |                     |                       |                       |                       |  |  |                   |                   |                   |  |  |                    |                    |                    |
|  | M1                       | M2                       | Pittsburgh Penguins      | 4    | Washington Capitals | 4                     |                       |                       |  |  |                   |                   |                   |  |  |                    |                    |                    |
|  | M1                       |                          |                          |      | Washington Capitals | 4                     |                       |                       |  |  |                   |                   |                   |  |  |                    |                    |                    |
|  | EWC2                     | Philadelphia Flyers      | 2                        |      |                     |                       |                       |                       |  |  |                   |                   |                   |  |  |                    |                    |                    |
|  | EWC2                     | Philadelphia Flyers      | 2                        | M1   | Washington Capitals | 2                     |                       |                       |  |  |                   |                   |                   |  |  |                    |                    |                    |
|  |                          |                          |                          | M1   | Washington Capitals | 2                     |                       |                       |  |  |                   |                   |                   |  |  |                    |                    |                    |
|  |                          | M2                       | Pittsburgh Penguins      | 4    |                     |                       |                       |                       |  |  |                   |                   |                   |  |  |                    |                    |                    |
|  | M2                       | M2                       | Pittsburgh Penguins      | 4    | Pittsburgh Penguins | 4                     |                       |                       |  |  |                   |                   |                   |  |  |                    |                    |                    |
|  | M2                       |                          |                          |      | Pittsburgh Penguins | 4                     |                       |                       |  |  |                   |                   |                   |  |  |                    |                    |                    |
|  | M3                       | New York Rangers         | 1                        |      |                     |                       |                       |                       |  |  |                   |                   |                   |  |  |                    |                    |                    |
|  | M3                       | New York Rangers         | 1                        | M2   | Pittsburgh Penguins | 4                     |                       |                       |  |  |                   |                   |                   |  |  |                    |                    |                    |
|  |                          |                          |                          |      |                     |                       |                       |                       |  |  |                   |                   |                   |  |  |                    |                    |                    |
|  |                          | P3                       | San Jose Sharks          | 2    |                     |                       |                       |                       |  |  |                   |                   |                   |  |  |                    |                    |                    |
|  | C1                       | P3                       | San Jose Sharks          | 2    | Dallas Stars        | 4                     |                       |                       |  |  |                   |                   |                   |  |  |                    |                    |                    |
|  | C1                       |                          |                          |      | Dallas Stars        | 4                     |                       |                       |  |  |                   |                   |                   |  |  |                    |                    |                    |
|  | WWC2                     | Minnesota Wild           | 2                        |      |                     |                       |                       |                       |  |  |                   |                   |                   |  |  |                    |                    |                    |
|  | WWC2                     | Minnesota Wild           | 2                        | C1   | Dallas Stars        | 3                     |                       |                       |  |  |                   |                   |                   |  |  |                    |                    |                    |
|  |                          |                          |                          | C1   | Dallas Stars        | 3                     |                       |                       |  |  |                   |                   |                   |  |  |                    |                    |                    |
|  |                          | C2                       | St. Louis Blues          | 4    |                     |                       |                       |                       |  |  |                   |                   |                   |  |  |                    |                    |                    |
|  | C2                       | C2                       | St. Louis Blues          | 4    | St. Louis Blues     | 4                     |                       |                       |  |  |                   |                   |                   |  |  |                    |                    |                    |
|  | C2                       |                          |                          |      | St. Louis Blues     | 4                     |                       |                       |  |  |                   |                   |                   |  |  |                    |                    |                    |
|  | C3                       | Chicago Blackhawks       | 3                        |      |                     |                       |                       |                       |  |  |                   |                   |                   |  |  |                    |                    |                    |
|  | C3                       | Chicago Blackhawks       | 3                        | C2   | St. Louis Blues     | 2                     |                       |                       |  |  |                   |                   |                   |  |  |                    |                    |                    |
|  |                          |                          |                          |      |                     |                       |                       |                       |  |  |                   |                   |                   |  |  |                    |                    |                    |
|  |                          | P3                       | San Jose Sharks          | 4    |                     |                       |                       |                       |  |  |                   |                   |                   |  |  |                    |                    |                    |
|  | P1                       | P3                       | San Jose Sharks          | 4    | Anaheim Ducks       | 3                     |                       |                       |  |  |                   |                   |                   |  |  |                    |                    |                    |
|  | P1                       |                          |                          |      | Anaheim Ducks       | 3                     |                       |                       |  |  |                   |                   |                   |  |  |                    |                    |                    |
|  | WWC1                     | Nashville Predators      | 4                        |      |                     |                       |                       |                       |  |  |                   |                   |                   |  |  |                    |                    |                    |
|  | WWC1                     | Nashville Predators      | 4                        | WWC1 | Nashville Predators | 3                     |                       |                       |  |  |                   |                   |                   |  |  |                    |                    |                    |
|  |                          |                          |                          | WWC1 | Nashville Predators | 3                     | Western Conference    |                       |  |  |                   |                   |                   |  |  |                    |                    |                    |
|  |                          | P3                       | San Jose Sharks          | 4    |                     |                       |                       |                       |  |  |                   |                   |                   |  |  |                    |                    |                    |
|  | P2                       | P3                       | San Jose Sharks          | 4    | Los Angeles Kings   | 1                     |                       |                       |  |  |                   |                   |                   |  |  |                    |                    |                    |
|  | P2                       |                          |                          |      | Los Angeles Kings   | 1                     |                       |                       |  |  |                   |                   |                   |  |  |                    |                    |                    |
|  | P3                       | San Jose Sharks          | 4                        |      |                     |                       |                       |                       |  |  |                   |                   |                   |  |  |                    |                    |                    |

## Conference-Viertelfinale

### Eastern Conference

#### (A1) Florida Panthers – (EWC1) New York Islanders
| 14. April 2016 20.00 Uhr (Ortszeit) | Florida Panthers Teddy Purcell (1:55) Jussi Jokinen (13:51) Reilly Smith (21:31) Reilly Smith (46:56) | 4:5 (2:2, 1:1, 1:2) Spielbericht Stand: 0:1 | New York Islanders Brock Nelson (6:39) Frans Nielsen (16:46) John Tavares (39:38) Kyle Okposo (42:33) Ryan Strome (46:01) | BB&T Center, Sunrise, Florida Zuschauer: 17.422 |

| 15. April 2016 19.30 Uhr | Florida Panthers Reilly Smith (4:32) Nick Bjugstad (26:17) Dmitri Kulikow (59:50) | 3:1 (1:0, 1:0, 1:1) Spielbericht Stand: 1:1 | New York Islanders John Tavares (56:27) | BB&T Center, Sunrise, Florida Zuschauer: 18.373 |

| 17. April 2016 20.00 Uhr | New York Islanders Ryan Pulock (25:21) Shane Prince (31:48) Frans Nielsen (36:55) Thomas Hickey (72:31) | 4:3 n. V. (0:1, 3:2, 0:0, 1:0) Spielbericht Stand: 2:1 | Florida Panthers Reilly Smith (2:25) Aleksander Barkov (21:11) Nick Bjugstad (27:23) | Barclays Center, New York City, New York Zuschauer: 15.795 |

| 20. April 2016 20.00 Uhr | New York Islanders John Tavares (39:44) | 1:2 (0:0, 1:1, 0:1) Spielbericht Stand: 2:2 | Florida Panthers Teddy Purcell (35:18) Alex Petrovic (49:25) | Barclays Center, New York City, New York Zuschauer: 15.795 |

| 22. April 2016 20.00 Uhr | Florida Panthers Aleksander Barkov (41:59) | 1:2 n. V. (0:1, 0:0, 1:0, 0:0, 0:1) Spielbericht Stand: 2:3 | New York Islanders Frans Nielsen (13:31) Alan Quine (96:00) | BB&T Center, Sunrise, Florida Zuschauer: 20.247 |

| 24. April 2016 19.00 Uhr | New York Islanders John Tavares (59:06) John Tavares (90:41) | 2:1 n. V. (0:1, 0:0, 1:0, 0:0, 1:0) Spielbericht Stand: 4:2 | Florida Panthers Jonathan Huberdeau (18:58) | Barclays Center, New York City, New York Zuschauer: 15.795 |

#### (A2) Tampa Bay Lightning – (A3) Detroit Red Wings
| 13. April 2016 19.00 Uhr (Ortszeit) | Tampa Bay Lightning Nikita Kutscherow (6:23) Nikita Kutscherow (29:29) Alexander Killorn (48:52) | 3:2 (1:0, 1:2, 1:0) Spielbericht Stand: 1:0 | Detroit Red Wings Mike Green (22:11) Justin Abdelkader (24:07) | Amalie Arena, Tampa, Florida Zuschauer: 19.092 |

| 15. April 2016 19.00 Uhr | Tampa Bay Lightning Nikita Kutscherow (15:17) Brian Boyle (26:46) Tyler Johnson (46:32) Tyler Johnson (54:48) Alexander Killorn (57:16) | 5:2 (1:0, 1:1, 3:1) Spielbericht Stand: 2:0 | Detroit Red Wings Dylan Larkin (23:30) Brad Richards (44:27) | Amalie Arena, Tampa, Florida Zuschauer: 19.092 |

| 17. April 2016 19.00 Uhr | Detroit Red Wings Andreas Athanasiou (32:42) Henrik Zetterberg (37:22) | 2:0 (0:0, 2:0, 0:0) Spielbericht Stand: 1:2 | Tampa Bay Lightning | Joe Louis Arena, Detroit, Michigan Zuschauer: 20.027 |

| 19. April 2016 19.00 Uhr | Detroit Red Wings Darren Helm (34:53) Gustav Nyquist (39:50) | 2:3 (0:1, 2:1, 0:1) Spielbericht Stand: 1:3 | Tampa Bay Lightning Nikita Kutscherow (5:41) Nikita Kutscherow (30:31) Ondřej Palát (57:01) | Joe Louis Arena, Detroit, Michigan Zuschauer: 20.027 |

| 21. April 2016 19.00 Uhr | Tampa Bay Lightning Alexander Killorn (58:17) | 1:0 (0:0, 0:0, 1:0) Spielbericht Stand: 4:1 | Detroit Red Wings | Amalie Arena, Tampa, Florida Zuschauer: 19.092 |

#### (M1) Washington Capitals – (EWC2) Philadelphia Flyers
| 14. April 2016 19.00 Uhr (Ortszeit) | Washington Capitals John Carlson (36:21) Jay Beagle (56:36) | 2:0 (0:0, 1:0, 1:0) Spielbericht Stand: 1:0 | Philadelphia Flyers | Verizon Center, Washington, D.C. Zuschauer: 18.506 |

| 16. April 2016 19.00 Uhr | Washington Capitals John Carlson (14:09) Jason Chimera (22:26) Alexander Owetschkin (37:21) Nicklas Bäckström (57:47) | 4:1 (1:0, 2:1, 1:0) Spielbericht Stand: 2:0 | Philadelphia Flyers Jakub Voráček (29:37) | Verizon Center, Washington, D.C. Zuschauer: 18.506 |

| 18. April 2016 19.00 Uhr | Philadelphia Flyers Michael Raffl (0:57) | 1:6 (1:1, 0:1, 0:4) Spielbericht Stand: 0:3 | Washington Capitals Marcus Johansson (4:43) Alexander Owetschkin (28:50) Jewgeni Kusnezow (41:58) John Carlson (47:37) Alexander Owetschkin (54:58) Jay Beagle (58:20) | Wells Fargo Center, Philadelphia, Pennsylvania Zuschauer: 19.678 |

| 20. April 2016 19.00 Uhr | Philadelphia Flyers Shayne Gostisbehere (5:51) Andrew MacDonald (23:51) | 2:1 (1:0, 1:0, 0:1) Spielbericht Stand: 1:3 | Washington Capitals T. J. Oshie (42:38) | Wells Fargo Center, Philadelphia, Pennsylvania Zuschauer: 19.692 |

| 22. April 2016 19.00 Uhr | Washington Capitals | 0:2 (0:0, 0:1, 0:1) Spielbericht Stand: 3:2 | Philadelphia Flyers Ryan White (27:52) Chris VandeVelde (59:29) | Verizon Center, Washington, D.C. Zuschauer: 18.506 |

| 24. April 2016 12.00 Uhr | Philadelphia Flyers | 0:1 (0:0, 0:1, 0:0) Spielbericht Stand: 2:4 | Washington Capitals Nicklas Bäckström (28:59) | Wells Fargo Center, Philadelphia, Pennsylvania Zuschauer: 19.925 |

#### (M2) Pittsburgh Penguins – (M3) New York Rangers
| 13. April 2016 20.00 Uhr (Ortszeit) | Pittsburgh Penguins Patric Hörnqvist (19:42) Sidney Crosby (38:56) Tom Kühnhackl (45:31) Patric Hörnqvist (48:02) Patric Hörnqvist (57:10) | 5:2 (1:0, 1:0, 3:2) Spielbericht Stand: 1:0 | New York Rangers Derek Stepan (43:10) Derek Stepan (50:11) | Consol Energy Center, Pittsburgh, Pennsylvania Zuschauer: 18.588 |

| 16. April 2016 15.00 Uhr | Pittsburgh Penguins Phil Kessel (23:21) Phil Kessel (45:42) | 2:4 (0:0, 1:3, 1:1) Spielbericht Stand: 1:1 | New York Rangers Keith Yandle (32:38) Derick Brassard (32:56) Mats Zuccarello (36:52) Chris Kreider (40:39) | Consol Energy Center, Pittsburgh, Pennsylvania Zuschauer: 18.614 |

| 19. April 2016 19.00 Uhr | New York Rangers Rick Nash (20:39) | 1:3 (0:0, 1:1, 0:2) Spielbericht Stand: 1:2 | Pittsburgh Penguins Sidney Crosby (39:18) Matt Cullen (44:16) Kris Letang (59:47) | Madison Square Garden, New York City, New York Zuschauer: 18.006 |

| 21. April 2016 19.00 Uhr | New York Rangers | 0:5 (0:3, 0:1, 0:1) Spielbericht Stand: 1:3 | Pittsburgh Penguins Eric Fehr (1:09) Patric Hörnqvist (7:11) Conor Sheary (16:12) Jewgeni Malkin (24:00) Jewgeni Malkin (43:28) | Madison Square Garden, New York City, New York Zuschauer: 18.006 |

| 23. April 2016 15.00 Uhr | Pittsburgh Penguins Carl Hagelin (9:50) Phil Kessel (11:39) Bryan Rust (25:21) Matt Cullen (29:26) Conor Sheary (36:18) Bryan Rust (39:01) | 6:3 (2:2, 4:0, 0:1) Spielbericht Stand: 4:1 | New York Rangers Rick Nash (1:02) Dominic Moore (10.35) Chris Kreider (45:38) | Consol Energy Center, Pittsburgh, Pennsylvania Zuschauer: 18.607 |

### Western Conference

#### (C1) Dallas Stars – (WWC2) Minnesota Wild
| 14. April 2016 20.30 Uhr (Ortszeit) | Dallas Stars Radek Faksa (23:53) Jason Spezza (32:17) Patrick Eaves (44:16) Jamie Benn (56:00) | 4:0 (0:0, 2:0, 2:0) Spielbericht Stand: 1:0 | Minnesota Wild | American Airlines Center, Dallas, Texas Zuschauer: 18.532 |

| 16. April 2016 19.00 Uhr | Dallas Stars Antoine Roussel (23:54) Jamie Benn (50:23) | 2:1 (0:0, 1:0, 1:1) Spielbericht Stand: 2:0 | Minnesota Wild Marco Scandella (52:42) | American Airlines Center, Dallas, Texas Zuschauer: 18.988 |

| 18. April 2016 19.30 Uhr | Minnesota Wild Chris Porter (19:10) Erik Haula (26:04) Jason Pominville (39:13) Mikko Koivu (46:26) Jason Pominville (58:46) | 5:3 (1:2, 2:0, 2:1) Spielbericht Stand: 1:2 | Dallas Stars Patrick Sharp (0:26) Patrick Sharp (4:10) Colton Sceviour (53:45) | Xcel Energy Center, Saint Paul, Minnesota Zuschauer: 19.038 |

| 20. April 2016 20.30 Uhr | Minnesota Wild Jason Pominville (25:01) Charlie Coyle (30:14) | 2:3 (0:0, 2:3, 0:0) Spielbericht Stand: 1:3 | Dallas Stars Aleš Hemský (29:11) Patrick Eaves (33:24) Jason Spezza (38:51) | Xcel Energy Center, Saint Paul, Minnesota Zuschauer: 19.080 |

| 22. April 2016 20.30 Uhr | Dallas Stars Johnny Oduya (17:18) Jamie Benn (41:00) Jason Spezza (48:28) Alex Goligoski (48:56) | 4:5 n. V. (1:2, 0:0, 3:2, 0:1) Spielbericht Stand: 3:2 | Minnesota Wild Mikael Granlund (3:32) Jordan Schroeder (5:16) Nino Niederreiter (41:50) Mikko Koivu (56:51) Mikko Koivu (64:55) | American Airlines Center, Dallas, Texas Zuschauer: 18.889 |

| 24. April 2016 14.00 Uhr | Minnesota Wild Jared Spurgeon (43:48) Jonas Brodin (44:04) Jared Spurgeon (48:39) Jason Pominville (55:13) | 4:5 (0:3, 0:1, 4:1) Spielbericht Stand: 2:4 | Dallas Stars John Klingberg (5:56) Jason Spezza (9:07) Patrick Sharp (18:11) Jamie Benn (39:36) Alex Goligoski (50:28) | Xcel Energy Center, Saint Paul, Minnesota Zuschauer: 19.310 |

#### (C2) St. Louis Blues – (C3) Chicago Blackhawks
| 13. April 2016 20.30 Uhr (Ortszeit) | St. Louis Blues David Backes (69:04) | 1:0 n. V. (0:0, 0:0, 0:0, 1:0) Spielbericht Stand: 1:0 | Chicago Blackhawks | Scottrade Center, St. Louis, Missouri Zuschauer: 19.241 |

| 15. April 2016 19.00 Uhr | St. Louis Blues Wladimir Tarassenko (35:20) Kevin Shattenkirk (59:58) | 2:3 (0:0, 1:1, 1:2) Spielbericht Stand: 1:1 | Chicago Blackhawks Duncan Keith (39:55) Andrew Shaw (55:41) Artemi Panarin (58:34) | Scottrade Center, St. Louis, Missouri Zuschauer: 19.846 |

| 17. April 2016 14.00 Uhr | Chicago Blackhawks Brent Seabrook (2:18) Artjom Anissimow (21:04) | 2:3 (1:1, 1:0, 0:2) Spielbericht Stand: 1:2 | St. Louis Blues Colton Parayko (12:11) Patrik Berglund (45:15) Jaden Schwartz (53:22) | United Center, Chicago, Illinois Zuschauer: 22.207 |

| 19. April 2016 20.30 Uhr | Chicago Blackhawks Andrew Shaw (29:12) Duncan Keith (33:09) Duncan Keith (54:40) | 3:4 (0:1, 2:1, 1:2) Spielbericht Stand: 1:3 | St. Louis Blues Wladimir Tarassenko (14:02) Wladimir Tarassenko (37:31) Jaden Schwartz (41:36) Alexander Steen (44:46) | United Center, Chicago, Illinois Zuschauer: 22.212 |

| 21. April 2016 20.30 Uhr | St. Louis Blues Jaden Schwartz (32:12) Robby Fabbri (46:57) David Backes (54:50) | 3:4 n. V. (0:0, 1:3, 2:0, 0:0, 0:1) Spielbericht Stand: 3:2 | Chicago Blackhawks Marián Hossa (31:32) Artjom Anissimow (35:24) Artemi Panarin (39:59) Patrick Kane (83:07) | Scottrade Center, St. Louis, Missouri Zuschauer: 19.956 |

| 23. April 2016 19.00 Uhr | Chicago Blackhawks Andrew Ladd (3:47) Artjom Anissimow (24:13) Trevor van Riemsdyk (32:21) Dale Weise (36:18) Andrew Shaw (56:53) Marián Hossa (57:40) | 6:3 (1:3, 3:0, 2:0) Spielbericht Stand: 3:3 | St. Louis Blues Scottie Upshall (6:18) Alex Pietrangelo (8:51) Wladimir Tarassenko (11:00) | United Center, Chicago, Illinois Zuschauer: 22.260 |

| 25. April 2016 19.30 Uhr | St. Louis Blues Jori Lehterä (1:00) Colton Parayko (13:43) Troy Brouwer (48:31) | 3:2 (2:1, 0:1, 1:0) Spielbericht Stand: 4:3 | Chicago Blackhawks Marián Hossa (18:30) Andrew Shaw (23:20) | Scottrade Center, St. Louis, Missouri Zuschauer: 19.935 |

#### (P1) Anaheim Ducks – (WWC1) Nashville Predators
| 15. April 2016 19.30 Uhr (Ortszeit) | Anaheim Ducks Ryan Getzlaf (17:39) Ryan Kesler (20:48) | 2:3 (1:1, 1:1, 0:1) Spielbericht Stand: 0:1 | Nashville Predators James Neal (0:35) Colin Wilson (27:55) Filip Forsberg (50:25) | Honda Center, Anaheim, Kalifornien Zuschauer: 17.236 |

| 17. April 2016 19.30 Uhr | Anaheim Ducks Andrew Cogliano (14:20) Nate Thompson (57:18) | 2:3 (1:1, 0:2, 1:0) Spielbericht Stand: 0:2 | Nashville Predators Mattias Ekholm (19:04) Craig Smith (29:55) Shea Weber (39:21) | Honda Center, Anaheim, Kalifornien Zuschauer: 17.174 |

| 19. April 2016 20.30 Uhr | Nashville Predators | 0:3 (0:1, 0:2, 0:0) Spielbericht Stand: 2:1 | Anaheim Ducks Jamie McGinn (10:05) Rickard Rakell (31:33) Chris Stewart (37:06) | Bridgestone Arena, Nashville, Tennessee Zuschauer: 17.204 |

| 21. April 2016 19.00 Uhr | Nashville Predators Mike Fisher (31:26) | 1:4 (0:1, 1:2, 0:1) Spielbericht Stand: 2:2 | Anaheim Ducks Ryan Getzlaf (1:02) Nate Thompson (37:04) Jamie McGinn (38:56) Andrew Cogliano (56:52) | Bridgestone Arena, Nashville, Tennessee Zuschauer: 17.232 |

| 23. April 2016 15.00 Uhr | Anaheim Ducks David Perron (34:35) Ryan Garbutt (36:23) Sami Vatanen (48:34) Cam Fowler (56:37) Ryan Kesler (58:14) | 5:2 (0:0, 2:1, 3:1) Spielbericht Stand: 3:2 | Nashville Predators Ryan Johansen (34:13) Miikka Salomäki (53:29) | Honda Center, Anaheim, Kalifornien Zuschauer: 17.360 |

| 25. April 2016 19.00 Uhr | Nashville Predators Mattias Ekholm (28:10) James Neal (37:45) Shea Weber (59:50) | 3:1 (0:0, 2:1, 1:0) Spielbericht Stand: 3:3 | Anaheim Ducks Ryan Kesler (39:46) | Bridgestone Arena, Nashville, Tennessee Zuschauer: 17.113 |

| 27. April 2016 19.00 Uhr | Anaheim Ducks Ryan Kesler (41:45) | 1:2 (0:2, 0:0, 1:0) Spielbericht Stand: 3:4 | Nashville Predators Colin Wilson (6:19) Paul Gaustad (15:53) | Honda Center, Anaheim, Kalifornien Zuschauer: 17.407 |

#### (P2) Los Angeles Kings – (P3) San Jose Sharks
| 14. April 2016 19.30 Uhr (Ortszeit) | Los Angeles Kings Jake Muzzin (2:53) Jeff Carter (27:30) Trevor Lewis (37:18) | 3:4 (1:1, 2:2, 0:1) Spielbericht Stand: 0:1 | San Jose Sharks Joe Pavelski (6:25) Brent Burns (26:50) Tomáš Hertl (37:48) Joe Pavelski (40:17) | Staples Center, Los Angeles, Kalifornien Zuschauer: 18.230 |

| 16. April 2016 19.30 Uhr | Los Angeles Kings Vincent Lecavalier (54:59) | 1:2 (0:1, 0:1, 1:0) Spielbericht Stand: 0:2 | San Jose Sharks Joe Pavelski (3:37) Logan Couture (28:44) | Staples Center, Los Angeles, Kalifornien Zuschauer: 18.514 |

| 18. April 2016 19.30 Uhr | San Jose Sharks Joe Thornton (0:30) | 1:2 n. V. (1:1, 0:0, 0:0, 0:1) Spielbericht Stand: 2:1 | Los Angeles Kings Anže Kopitar (8:10) Tanner Pearson (63:47) | SAP Center, San José, Kalifornien Zuschauer: 17.562 |

| 20. April 2016 19.30 Uhr | San Jose Sharks Brent Burns (22:09) Joe Pavelski (29:21) Patrick Marleau (41:40) | 3:2 (0:0, 2:0, 1:2) Spielbericht Stand: 3:1 | Los Angeles Kings Trevor Lewis (42:49) Luke Schenn (46:44) | SAP Center, San José, Kalifornien Zuschauer: 17.562 |

| 22. April 2016 19.30 Uhr | Los Angeles Kings Anže Kopitar (27:44) Jeff Carter (31:26) Kris Versteeg (36:36) | 3:6 (0:2, 3:1, 0:3) Spielbericht Stand: 1:4 | San Jose Sharks Joonas Donskoi (1:08) Chris Tierney (11:21) Matt Nieto (24:05) Joonas Donskoi (43:58) Joe Pavelski (52:24) Melker Karlsson (59:38) | Staples Center, Los Angeles, Kalifornien Zuschauer: 18.543 |

## Conference-Halbfinale

### Eastern Conference

#### (A2) Tampa Bay Lightning – (EWC1) New York Islanders
| 27. April 2016 19.00 Uhr (Ortszeit) | Tampa Bay Lightning Ondřej Palát (3:05) Nikita Kutscherow (47:41) Valtteri Filppula (57:28) | 3:5 (1:3, 0:1, 2:1) Spielbericht Stand: 0:1 | New York Islanders Travis Hamonic (5:44) Shane Prince (17:28) Shane Prince (19:57) John Tavares (28:59) Cal Clutterbuck (59:05) | Amalie Arena, Tampa, Florida Zuschauer: 19.092 |

| 30. April 2016 15.00 Uhr | Tampa Bay Lightning Tyler Johnson (6:03) Jonathan Drouin (11:55) Victor Hedman (31:59) Tyler Johnson (57:42) | 4:1 (2:1, 1:0, 1:0) Spielbericht Stand: 1:1 | New York Islanders Nikolai Kuljomin (15:15) | Amalie Arena, Tampa, Florida Zuschauer: 19.092 |

| 3. Mai 2016 19.00 Uhr | New York Islanders Josh Bailey (7:55) Nick Leddy (34:50) Josh Bailey (42:27) Cal Clutterbuck (51:23) | 4:5 n. V. (1:1, 1:1, 2:2, 0:1) Spielbericht Stand: 1:2 | Tampa Bay Lightning Ryan Callahan (19:47) Victor Hedman (28:10) Wladislaw Namestnikow (43:25) Nikita Kutscherow (59:21) Brian Boyle (62:48) | Barclays Center, New York City, New York Zuschauer: 15.795 |

| 6. Mai 2016 19.00 Uhr | New York Islanders Kyle Okposo (4:20) | 1:2 n. V. (1:0, 0:0, 0:1, 0:1) Spielbericht Stand: 1:3 | Tampa Bay Lightning Nikita Kutscherow (47:49) Jason Garrison (61:34) | Barclays Center, New York City, New York Zuschauer: 15.795 |

| 8. Mai 2016 15.00 Uhr | Tampa Bay Lightning Victor Hedman (13:49) Brian Boyle (18:41) Victor Hedman (24:22) Nikita Kutscherow (44:40) | 4:0 (2:0, 1:0, 1:0) Spielbericht Stand: 4:1 | New York Islanders | Amalie Arena, Tampa, Florida Zuschauer: 19.092 |

#### (M1) Washington Capitals – (M2) Pittsburgh Penguins
| 28. April 2016 20.00 Uhr (Ortszeit) | Washington Capitals André Burakovsky (10:13) T. J. Oshie (32:10) T. J. Oshie (43:23) T. J. Oshie (69:33) | 4:3 n. V. (1:0, 1:2, 1:1, 0:1) Spielbericht Stand: 1:0 | Pittsburgh Penguins Ben Lovejoy (30:40) Jewgeni Malkin (31:37) Nick Bonino (48:42) | Verizon Center, Washington, D.C. Zuschauer: 18.506 |

| 30. April 2016 20.00 Uhr | Washington Capitals Marcus Johansson (44:08) | 1:2 (0:0, 0:1, 1:1) Spielbericht Stand: 1:1 | Pittsburgh Penguins Carl Hagelin (27:08) Eric Fehr (55:32) | Verizon Center, Washington, D.C. Zuschauer: 18.506 |

| 2. Mai 2016 20.00 Uhr | Pittsburgh Penguins Patric Hörnqvist (6:37) Tom Kühnhackl (7:37) Carl Hagelin (35:03) | 3:2 (2:0, 1:0, 0:2) Spielbericht Stand: 2:1 | Washington Capitals Alexander Owetschkin (48:02) Justin Williams (59:04) | Consol Energy Center, Pittsburgh, Pennsylvania Zuschauer: 18.601 |

| 4. Mai 2016 20.00 Uhr | Pittsburgh Penguins Trevor Daley (9:16) Matt Cullen (23:07) Patric Hörnqvist (62:34) | 3:2 n. V. (1:1, 1:1, 0:0, 1:0) Spielbericht Stand: 3:1 | Washington Capitals Jay Beagle (2:58) John Carlson (36:19) | Consol Energy Center, Pittsburgh, Pennsylvania Zuschauer: 18.614 |

| 7. Mai 2016 19.15 Uhr | Washington Capitals Alexander Owetschkin (4:04) T. J. Oshie (24:00) Justin Williams (29:58) | 3:1 (1:1, 2:0, 0:0) Spielbericht Stand: 2:3 | Pittsburgh Penguins Chris Kunitz (7:08) | Verizon Center, Washington, D.C. Zuschauer: 18.506 |

| 10. Mai 2016 20.00 Uhr | Pittsburgh Penguins Phil Kessel (5:41) Phil Kessel (27:05) Carl Hagelin (27:38) Nick Bonino (66:32) | 4:3 n. V. (1:0, 2:1, 0:2, 1:0) Spielbericht Stand: 4:2 | Washington Capitals T. J. Oshie (38:30) Justin Williams (47:23) John Carlson (53:01) | Consol Energy Center, Pittsburgh, Pennsylvania Zuschauer: 18.650 |

### Western Conference

#### (C1) Dallas Stars – (C2) St. Louis Blues
| 29. April 2016 19.00 Uhr (Ortszeit) | Dallas Stars Antoine Roussel (29:36) Radek Faksa (55:16) | 2:1 (0:0, 1:0, 1:1) Spielbericht Stand: 1:0 | St. Louis Blues Kevin Shattenkirk (51:32) | American Airlines Center, Dallas, Texas Zuschauer: 18.532 |

| 1. Mai 2016 14.00 Uhr | Dallas Stars Alex Goligoski (3:36) Mattias Janmark (44:35) Jamie Benn (57:24) | 3:4 n. V. (1:3, 0:0, 2:0, 0:1) Spielbericht Stand: 1:1 | St. Louis Blues Patrik Berglund (4:11) Joel Edmundson (7:02) Troy Brouwer (18:40) David Backes (70:58) | American Airlines Center, Dallas, Texas Zuschauer: 18.889 |

| 3. Mai 2016 20.30 Uhr | St. Louis Blues Alexander Steen (5:41) David Backes (16:10) Troy Brouwer (22:34) Wladimir Tarassenko (23:50) Alexander Steen (38:03) David Backes (58:06) | 6:1 (2:1, 3:0, 1:0) Spielbericht Stand: 2:1 | Dallas Stars Colton Sceviour (4:44) | Scottrade Center, St. Louis, Missouri Zuschauer: 19.323 |

| 5. Mai 2016 19.00 Uhr | St. Louis Blues Wladimir Tarassenko (10:17) Paul Stastny (33:06) | 2:3 n. V. (1:0, 1:2, 0:0, 0:1) Spielbericht Stand: 2:2 | Dallas Stars Radek Faksa (24:05) Patrick Sharp (25:14) Cody Eakin (62:58) | Scottrade Center, St. Louis, Missouri Zuschauer: 19.770 |

| 7. Mai 2016 12.00 Uhr | Dallas Stars Alex Goligoski (10:58) | 1:4 (1:1, 0:2, 0:1) Spielbericht Stand: 2:3 | St. Louis Blues Robby Fabbri (6:00) Dmitrij Jaškin (30:31) Troy Brouwer (37:42) Paul Stastny (58:20) | American Airlines Center, Dallas, Texas Zuschauer: 18.754 |

| 9. Mai 2016 19.00 Uhr | St. Louis Blues Alexander Steen (27:29) Patrik Berglund (48:59) | 2:3 (0:3, 1:0, 1:0) Spielbericht Stand: 3:3 | Dallas Stars Mattias Janmark (4:53) Vernon Fiddler (5:13) Jason Spezza (16:49) | Scottrade Center, St. Louis, Missouri Zuschauer: 19.808 |

| 11. Mai 2016 19.00 Uhr | Dallas Stars Patrick Eaves (45:15) | 1:6 (0:3, 0:2, 1:1) Spielbericht Stand: 3:4 | St. Louis Blues Robby Fabbri (5:23) Paul Stastny (18:22) Patrik Berglund (19:56) David Backes (23:50) Troy Brouwer (35:06) Wladimir Tarassenko (55:20) | American Airlines Center, Dallas, Texas Zuschauer: 18.532 |

#### (P3) San Jose Sharks – (WWC1) Nashville Predators
| 29. April 2016 19.30 Uhr (Ortszeit) | San Jose Sharks Tomáš Hertl (42:37) Joel Ward (51:49) Logan Couture (55:40) Logan Couture (58:31) Tommy Wingels (59:10) | 5:2 (0:0, 0:1, 5:1) Spielbericht Stand: 1:0 | Nashville Predators Mike Fisher (24:33) Ryan Johansen (58:11) | SAP Center, San José, Kalifornien Zuschauer: 17.026 |

| 1. Mai 2016 17.00 Uhr | San Jose Sharks Logan Couture (38:36) Joe Pavelski (57:20) Joe Thornton (59:04) | 3:2 (0:0, 1:0, 2:2) Spielbericht Stand: 2:0 | Nashville Predators Mattias Ekholm (52:56) Ryan Johansen (59:56) | SAP Center, San José, Kalifornien Zuschauer: 17.562 |

| 3. Mai 2016 20.00 Uhr | Nashville Predators James Neal (25:11) Shea Weber (34:44) Colin Wilson (46:55) Filip Forsberg (55:49) | 4:1 (0:1, 2:0, 2:0) Spielbericht Stand: 1:2 | San Jose Sharks Patrick Marleau (13:13) | Bridgestone Arena, Nashville, Tennessee Zuschauer: 17.163 |

| 5. Mai 2016 20.00 Uhr | Nashville Predators Colin Wilson (0:41) Mike Fisher (9:50) James Neal (55:39) Mike Fisher (111:12) | 4:3 n. V. (2:1, 0:1, 1:1, 0:0, 0:0, 1:0) Spielbericht Stand: 2:2 | San Jose Sharks Brent Burns (3:08) Joonas Donskoi (34:09) Brent Burns (46:48) | Bridgestone Arena, Nashville, Tennessee Zuschauer: 17.188 |

| 7. Mai 2016 19.00 Uhr | San Jose Sharks Patrick Marleau (10:47) Joe Pavelski (17:21) Logan Couture (20:35) Joe Pavelski (39:22) Melker Karlsson (59:10) | 5:1 (2:1, 2:0, 1:0) Spielbericht Stand: 3:2 | Nashville Predators Mike Fisher (15:40) | SAP Center, San José, Kalifornien Zuschauer: 17.562 |

| 9. Mai 2016 20.00 Uhr | Nashville Predators Roman Josi (15:27) Ryan Johansen (21:25) Colin Wilson (52:44) Viktor Arvidsson (62:03) | 4:3 n. V. (1:2, 1:0, 1:1, 1:0) Spielbericht Stand: 3:3 | San Jose Sharks Chris Tierney (9:55) Chris Tierney (11:51) Logan Couture (50:04) | Bridgestone Arena, Nashville, Tennessee Zuschauer: 17.292 |

| 12. Mai 2016 18.00 Uhr | San Jose Sharks Joe Pavelski (9:02) Joel Ward (16:51) Logan Couture (20:36) Joe Thornton (40:32) Patrick Marleau (43:54) | 5:0 (2:0, 1:0, 2:0) Spielbericht Stand: 4:3 | Nashville Predators | SAP Center, San José, Kalifornien Zuschauer: 17.562 |

## Conference-Finale

### Eastern Conference

#### (M2) Pittsburgh Penguins – (A2) Tampa Bay Lightning
| 13. Mai 2016 20.00 Uhr (Ortszeit) | Pittsburgh Penguins Patric Hörnqvist (39:05) | 1:3 (0:1, 1:2, 0:0) Spielbericht Stand: 0:1 | Tampa Bay Lightning Alexander Killorn (18:46) Ondřej Palát (22:33) Jonathan Drouin (38:25) | Consol Energy Center, Pittsburgh, Pennsylvania Zuschauer: 18.554 |

| 16. Mai 2016 20.00 Uhr | Pittsburgh Penguins Matt Cullen (4:32) Phil Kessel (9:37) Sidney Crosby (60:40) | 3:2 n. V. (2:2, 0:0, 0:0,1:0) Spielbericht Stand: 1:1 | Tampa Bay Lightning Anton Strålman (16:37) Jonathan Drouin (19:10) | Consol Energy Center, Pittsburgh, Pennsylvania Zuschauer: 18.534 |

| 18. Mai 2016 20.00 Uhr | Tampa Bay Lightning Tyler Johnson (45:30) Ondřej Palát (58:16) | 2:4 (0:0, 0:1, 2:3) Spielbericht Stand: 1:2 | Pittsburgh Penguins Carl Hagelin (39:50) Phil Kessel (45:16) Sidney Crosby (50:50) Chris Kunitz (53:12) | Amalie Arena, Tampa, Florida Zuschauer: 19.092 |

| 20. Mai 2016 20.00 Uhr | Tampa Bay Lightning Ryan Callahan (0:27) Andrej Šustr (14:28) Jonathan Drouin (34:38) Tyler Johnson (37:48) | 4:3 (2:0, 2:0, 0:3) Spielbericht Stand: 2:2 | Pittsburgh Penguins Phil Kessel (41:18) Jewgeni Malkin (51:13) Chris Kunitz (53:08) | Amalie Arena, Tampa, Florida Zuschauer: 19.092 |

| 22. Mai 2016 20.00 Uhr | Pittsburgh Penguins Brian Dumoulin (19:59) Patric Hörnqvist (21:30) Chris Kunitz (39:10) | 3:4 n. V. (1:0, 2:2, 0:1, 0:1) Spielbericht Stand: 2:3 | Tampa Bay Lightning Alexander Killorn (33:15) Nikita Kutscherow (34:25) Nikita Kutscherow (56:44) Tyler Johnson (60:53) | Consol Energy Center, Pittsburgh, Pennsylvania Zuschauer: 18.648 |

| 24. Mai 2016 20.00 Uhr | Tampa Bay Lightning Brian Boyle (45:30) Brian Boyle (52:43) | 2:5 (0:1, 0:2, 2:2) Spielbericht Stand: 3:3 | Pittsburgh Penguins Phil Kessel (18:46) Kris Letang (27:40) Sidney Crosby (39:34) Bryan Rust (57:52) Nick Bonino (59:06) | Amalie Arena, Tampa, Florida Zuschauer: 19.092 |

| 26. Mai 2016 20.00 Uhr | Pittsburgh Penguins Bryan Rust (21:55) Bryan Rust (30:06) | 2:1 (0:0, 2:1, 0:0) Spielbericht Stand: 4:3 | Tampa Bay Lightning Jonathan Drouin (29:36) | Consol Energy Center, Pittsburgh, Pennsylvania Zuschauer: 18.638 |

### Western Conference

#### (C2) St. Louis Blues – (P3) San Jose Sharks
| 15. Mai 2016 19.00 Uhr (Ortszeit) | St. Louis Blues David Backes (15:04) Jori Lehterä (29:15) | 2:1 (1:1, 1:0, 0:0) Spielbericht Stand: 1:0 | San Jose Sharks Tomáš Hertl (15:38) | Scottrade Center, St. Louis, Missouri Zuschauer: 19.483 |

| 17. Mai 2016 19.00 Uhr | St. Louis Blues | 0:4 (0:1, 0:1, 0:2) Spielbericht Stand: 1:1 | San Jose Sharks Tommy Wingels (2:07) Brent Burns (27:04) Brent Burns (31:58) Dainius Zubrus (59:41) | Scottrade Center, St. Louis, Missouri Zuschauer: 19.596 |

| 19. Mai 2016 18.00 Uhr | San Jose Sharks Tomáš Hertl (15:53) Joonas Donskoi (31:44) Tomáš Hertl (46:09) | 3:0 (1:0, 1:0, 1:0) Spielbericht Stand: 2:1 | St. Louis Blues | SAP Center, San José, Kalifornien Zuschauer: 17.562 |

| 21. Mai 2016 16.15 Uhr | San Jose Sharks Joe Pavelski (41:05) Chris Tierney (46:57) Melker Karlsson (56:28) | 3:6 (0:2, 0:2, 3:2) Spielbericht Stand: 2:2 | St. Louis Blues Troy Brouwer (6:14) Jori Lehterä (10:11) Kyle Brodziak (26:09) Kyle Brodziak (30:11) Troy Brouwer (43:55) Alex Pietrangelo (55:39) | SAP Center, San José, Kalifornien Zuschauer: 17.562 |

| 23. Mai 2016 19.00 Uhr | St. Louis Blues Jaden Schwartz (7:04) Troy Brouwer (15:08) Robby Fabbri (31:58) | 3:6 (2:1, 1:2, 0:3) Spielbericht Stand: 2:3 | San Jose Sharks Marc-Édouard Vlasic (3:51) Joel Ward (24:37) Joe Pavelski (38:33) Joe Pavelski (40:16) Chris Tierney (59:06) Joel Ward (59:27) | Scottrade Center, St. Louis, Missouri Zuschauer: 19.372 |

| 25. Mai 2016 18.00 Uhr | San Jose Sharks Joe Pavelski (3:57) Joel Ward (25:02) Joel Ward (43:01) Joonas Donskoi (48:11) Logan Couture (59:40) | 5:2 (1:0, 1:0, 3:2) Spielbericht Stand: 4:2 | St. Louis Blues Wladimir Tarassenko (51:39) Wladimir Tarassenko (56:25) | SAP Center, San José, Kalifornien Zuschauer: 17.562 |

## Stanley-Cup-Finale

### (M2) Pittsburgh Penguins – (P3) San Jose Sharks
| 30. Mai 2016 20.00 Uhr (Ortszeit) | Pittsburgh Penguins Bryan Rust (12:46) Conor Sheary (13:48) Nick Bonino (57:27) | 3:2 (2:0, 0:2, 1:0) Spielbericht Stand: 1:0 | San Jose Sharks Tomáš Hertl (23:02) Patrick Marleau (38:12) | Consol Energy Center, Pittsburgh, Pennsylvania Zuschauer: 18.596 |

| 1. Juni 2016 20.00 Uhr | Pittsburgh Penguins Phil Kessel (28:20) Conor Sheary (62:35) | 2:1 n. V. (0:0, 1:0, 0:1, 1:0) Spielbericht Stand: 2:0 | San Jose Sharks Justin Braun (55:55) | Consol Energy Center, Pittsburgh, Pennsylvania Zuschauer: 18.655 |

| 4. Juni 2016 17.00 Uhr | San Jose Sharks Justin Braun (9:34) Joel Ward (48:48) Joonas Donskoi (72:18) | 3:2 n. V. (1:1, 0:1, 1:0, 1:0) Spielbericht Stand: 1:2 | Pittsburgh Penguins Ben Lovejoy (5:29) Patric Hörnqvist (39:07) | SAP Center, San José, Kalifornien Zuschauer: 17.562 |

| 6. Juni 2016 17.00 Uhr | San Jose Sharks Melker Karlsson (48:07) | 1:3 (0:1, 0:1, 1:1) Spielbericht Stand: 1:3 | Pittsburgh Penguins Ian Cole (7:36) Jewgeni Malkin (22:27) Eric Fehr (57:58) | SAP Center, San José, Kalifornien Zuschauer: 17.562 |

| 9. Juni 2016 20.00 Uhr | Pittsburgh Penguins Jewgeni Malkin (4:44) Carl Hagelin (5:06) | 2:4 (2:3, 0:0, 0:1) Spielbericht Stand: 3:2 | San Jose Sharks Brent Burns (1:04) Logan Couture (2:53) Melker Karlsson (14:47) Joe Pavelski (58:40) | Consol Energy Center, Pittsburgh, Pennsylvania Zuschauer: 18.680 |

| 12. Juni 2016 17.00 Uhr | San Jose Sharks Logan Couture (26:27) | 1:3 (0:1, 1:1, 0:1) Spielbericht Stand: 2:4 | Pittsburgh Penguins Brian Dumoulin (8:16) Kris Letang (27:46) Patric Hörnqvist (58:58) | SAP Center, San José, Kalifornien Zuschauer: 17.562 |

### Stanley-Cup-Sieger
| Stanley-Cup-Sieger Pittsburgh Penguins | Torhüter: Marc-André Fleury, Matt Murray, Jeff Zatkoff Verteidiger: Ian Cole, Trevor Daley, Brian Dumoulin, Kris Letang, Ben Lovejoy, Olli Määttä, Justin Schultz Angreifer: Nick Bonino, Sidney Crosby (C), Matt Cullen, Pascal Dupuis, Eric Fehr, Carl Hagelin, Patric Hörnqvist, Phil Kessel, Tom Kühnhackl, Chris Kunitz, Jewgeni Malkin, Kevin Porter, Bryan Rust, Conor Sheary Cheftrainer: Mike Sullivan General Manager: Jim Rutherford |

## Beste Scorer
Abkürzungen: GP = Spiele, G = Tore, A = Assists, Pts = Punkte, +/− = Plus/Minus, PIM = Strafminuten; Fett: Bestwert
| Spieler           | Team                | GP | G  | A  | Pts | +/− | PIM |
| ----------------- | ------------------- | -- | -- | -- | --- | --- | --- |
| Logan Couture     | San Jose Sharks     | 24 | 10 | 20 | 30  | +5  | 8   |
| Brent Burns       | San Jose Sharks     | 24 | 7  | 17 | 24  | +11 | 12  |
| Joe Pavelski      | San Jose Sharks     | 24 | 14 | 9  | 23  | +1  | 4   |
| Phil Kessel       | Pittsburgh Penguins | 24 | 10 | 12 | 22  | +5  | 4   |
| Joe Thornton      | San Jose Sharks     | 24 | 3  | 18 | 21  | +2  | 10  |
| Nikita Kutscherow | Tampa Bay Lightning | 17 | 11 | 8  | 19  | +13 | 8   |
| Sidney Crosby     | Pittsburgh Penguins | 24 | 6  | 13 | 19  | −2  | 4   |
| Nick Bonino       | Pittsburgh Penguins | 24 | 4  | 14 | 18  | +9  | 12  |
| Jewgeni Malkin    | Pittsburgh Penguins | 23 | 6  | 12 | 18  | +1  | 18  |
| Tyler Johnson     | Tampa Bay Lightning | 17 | 7  | 10 | 17  | +9  | 12  |

Die beste Plus/Minus-Statistik erreichte Marc-Édouard Vlasic von den San Jose Sharks mit +14.

## Beste Torhüter
Die kombinierte Tabelle zeigt die jeweils drei besten Torhüter in den Kategorien Gegentorschnitt und Fangquote sowie die jeweils Führenden in den Kategorien Shutouts und Siege.
Abkürzungen: GP = Spiele, TOI = Eiszeit (in Minuten), W = Siege, L = Niederlagen, GA = Gegentore, SO = Shutouts, Sv% = gehaltene Schüsse (in %), GAA = Gegentorschnitt; Fett: Saisonbestwert; Sortiert nach Gegentorschnitt. Erfasst werden nur Torhüter mit 180 absolvierten Spielminuten.
| Spieler           | Team                | GP | TOI  | W  | L  | GA | SO | Sv%  | GAA  |
| ----------------- | ------------------- | -- | ---- | -- | -- | -- | -- | ---- | ---- |
| Frederik Andersen | Anaheim Ducks       | 5  | 297  | 3  | 2  | 7  | 1  | 94,7 | 1,41 |
| Braden Holtby     | Washington Capitals | 12 | 731  | 6  | 6  | 21 | 2  | 94,2 | 1,72 |
| Ben Bishop        | Tampa Bay Lightning | 11 | 582  | 8  | 2  | 18 | 2  | 93,9 | 1,85 |
| Matt Murray       | Pittsburgh Penguins | 21 | 1267 | 15 | 6  | 44 | 1  | 92,3 | 2,08 |
| Martin Jones      | San Jose Sharks     | 24 | 1473 | 14 | 10 | 53 | 3  | 92,3 | 2,16 |